# 鹞鹰岩水库
鹞鹰岩水库是中国湖北省黄冈市蕲春县境内的一座水库，位于蕲河水系新桥河上，建于1958年。水库正常库容为1941万立方米，集雨面积为21.98平方千米，海拔为53.68米。